# Case of the Ex
Case of the Ex é uma canção lançada pela cantora de R&B americana Mýa. A canção foi composta por Christopher "Tricky" Stewart, Traci Hale e Tab, e produzida por Stewart para o segundo álbum de Mýa, Fear of Flying (2000). Foi lançada como o segundo single do álbum em novembro de 2000 nos Estados Unidos.
A canção alcançou a segunda posição na Billboard Hot 100,[carece de fontes?] a primeira posição no Australian ARIA Singles Chart[carece de fontes?] e a terceira posição no UK Singles Chart.[carece de fontes?] O single foi certificado como Platina tanto pela RIAA (EUA) quanto pela ARIA (Austrália).[carece de fontes?]

## Composição e gravação
"Case of the Ex" teve uma massiva execução nas rádios, que recorre um refrão sobre uma garota que não iria tolerar que seu homem voltasse para a sua ex-namorada.
Isto entra em concordância quanto Stewart escreveu em cooperação com Traci Hale e Tab:
"Traci e Tab são dois de meus parceiros de composição, e queríamos compôr juntos uma canção especialmente para Mýa. Discutimos sobre assuntos que Mýa poderia cantar. Queríamos criar um tema que manteria sua juventude, e ainda mostraria que ela estava crescendo. Então Traci veio com a ideia, que foi inspirada num relacionamento que ela estava tendo naquele momento. Traci e Tab compuseram a maior parte da letra, e eu compus a maior parte da música e executei todas as faixas, com Traci cantando no demo original", disse Stewart.[carece de fontes?]
O demo inicial também destacava o refrão percussivo que veio ser a marca musical da canção: "Eu segui uma filosofia antiga, que é tentar atrair a atenção do ouvinte", declarou Stewart. "Eu queria fazer uma declaração com esse refrão, criando um som especial que as pessoas reagiriam e se lembrariam. Foi uma explosão alta e ruidosa, que foi derivada de uma amostra de som e então melhorada com o meu teclado K-25." Logo após o completamento do demo, Stewart mostrou a canção para Mýa e ela o amou imediatamente. No dia seguinte, Mýa gravou seus vocais no estúdio de Stewart para a versão master. "Mýa fez um grande trabalho com suas vocais; ela verdadeiramente trouxe a canção para a vida", disse Stewart.[carece de fontes?]

## Lista de faixas
CD Single (EUA)
1. "Case of the Ex" (edição rádio)
2. "Case of the Ex" (versão álbum)
3. "Case of the Ex" (instrumental)

Maxi Single (Europa)
1. "Case of the Ex" (edição rádio)
2. "Case of the Ex" (2-step mix)
3. "Take Me There"
4. "Ghetto Superstar"

CD Single (Reino Unido)
1. "Case of the Ex" (edição rádio)
2. "Case of the Ex" (Sovereign remix)
3. "Case of the Ex" (versão principal)
4. "Case of the Ex" (videoclipe)

## Desempenho nas paradas
"Case of the Ex" foi a canção de Mýa de mais sucesso nos Estados Unidos.[carece de fontes?] A canção estreou na 72ª posição na Billboard Hot 100 e chegou à segunda posição. O single ficou seis meses (30 semanas consecutivas) no Billboard Hot 100.[carece de fontes?] Fora dos Estados Unidos, o single também obteve sucesso, ficando entre as dez melhores nas paradas do Reino Unido, Austrália e da Holanda.[carece de fontes?] A canção também ficou entre as 40 melhores na Bélgica, França, Alemanha e Nova Zelândia.[carece de fontes?]

## Paradas
| Top (2000)                                   | Melhor posição |
| -------------------------------------------- | -------------- |
| Estados Unidos - Billboard Hot 100           | 2              |
| Estados Unidos - Hot R&B/Hip-Hop Songs       | 10             |
| Estados Unidos - Billboard Top 40 Mainstream | 3              |
| Estados Unidos - Billboard Rhythmic Top 40   | 1              |
| Estados Unidos - Billboard Hot Singles Sales | 1              |
| Alemanha - German Singles Chart              | 39             |
| Austrália - ARIA Singles Chart               | 1              |
| Bélgica - Belgian (Flanders) Singles Chart   | 16             |
| Bélgica - Belgian (Wallonia) Singles Chart   | 26             |
| Países Baixos - Dutch Singles Chart          | 8              |
| França - French Singles Chart                | 29             |
| Irlanda - Irish Singles Chart                | 12             |
| Nova Zelândia - RIANZ Singles Chart          | 17             |
| Reino Unido - UK Singles Chart               | 3              |
| Reino Unido - UK R&B Chart                   | 1              |
| Suíça - Swiss Singles Chart                  | 72             |

| Ano  | Parada                                 | Posição |
| ---- | -------------------------------------- | ------- |
| 2001 | Austrália - Australian Singles Chart   | 11      |
| 2001 | Bélgica - Belgian Singles (Flanders)   | 91      |
| 2001 | Estados Unidos - Billboard Hot 100     | 40      |
| 2000 | Estados Unidos - Billboard Hot 100     | 72      |
| 2000 | Estados Unidos - Hot R&B/Hip-Hop Songs | 87      |

| País           | Certificação | Vendas    |
| -------------- | ------------ | --------- |
| Austrália      | Platina      | 70.000    |
| Estados Unidos | Platina      | 1.000.000 |

## Créditos
- Produzido por: Christopher "Tricky" Stewart
- Música por: Christopher "Tricky" Stewart
- Letras por: Traci Hale, Tab, Christopher "Tricky" Stewart
- Teclado e programação por: Christopher "Tricky" Stewart
- Gravação: Brian "B-Luv" Thomas
- Mixagem: Kevin "KD" Davis